# Jarabe tapatio

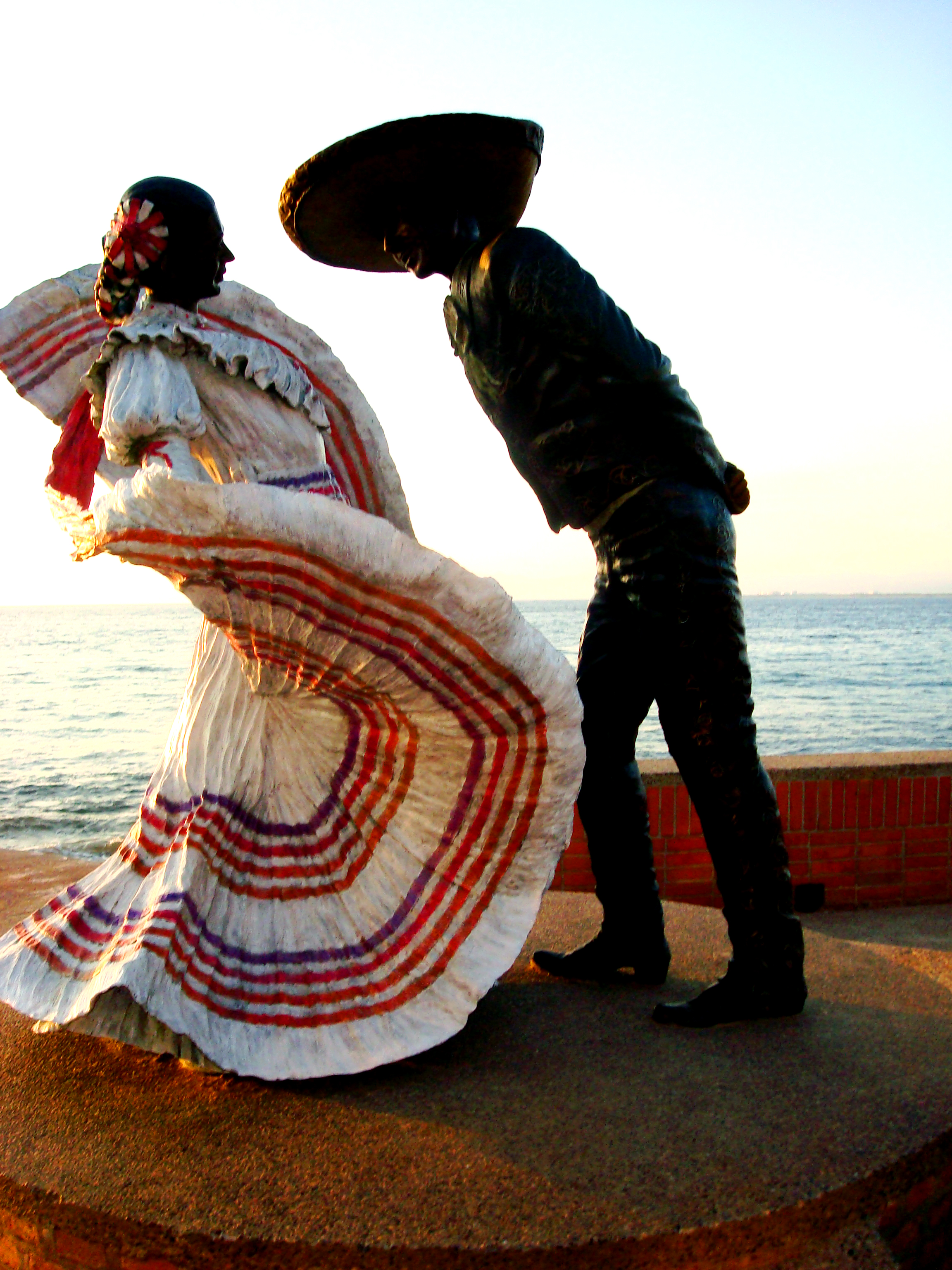
Jarabe tapatio

De Jarabe tapatío, ook wel bekend als de Mexicaanse hoedendans is de nationale dans van Mexico. Jarabe betekent letterlijk siroop en tapatío is het bijvoeglijk naamwoord van Guadalajara, waar de dans oorspronkelijk vandaan komt.
De dans werd ontwikkeld door Felipa López voor een door de overheid georganiseerd feest om het slagen van de Mexicaanse Revolutie te vieren. De dans wordt uitgevoerd door een man, in charro-outfit, en een vrouw, gekleed in China Poblana. Het werd gepopulariseerd door Anna Pavlova en in 1924 door minister van onderwijs José Vasconcelos tot nationale dans uitgeroepen.